# Trần Quốc Nghiễn
Trần Quốc Nghiễn (Chữ Nho: 陳國巘; 1251 (?) – ?), có bản dịch là Trần Quốc Nghiện, là một tông thất hoàng gia Đại Việt thời nhà Trần trong lịch sử Việt Nam.

## Gia thế
Trần Quốc Nghiễn là con trai của Hưng Đạo vương Trần Quốc Tuấn và là anh trai của Hưng Nhượng vương Trần Quốc Tảng. Tư liệu dân gian đều cho rằng ông là con trai trưởng của Trần Quốc Tuấn.

## Tiểu sử
Trước năm 1282, Hưng Vũ vương Trần Quốc Nghiễn được vua Trần Thánh Tông ban hôn với công chúa Thiên Thụy. Nhưng đến lúc đó thì mọi người mới phát hiện ra công chúa thông dâm với Nhân Huệ vương Trần Khánh Dư từ trước. Trần Khánh Dư bị ban tội chết, nhưng được làm giả cái chết rồi về Chí Linh bán than. Còn kết quả cuộc hôn nhân của Hưng Vũ vương và công chúa thì không được sử sách ghi lại. Từ việc Hưng Đạo vương mời Nhân Huệ vương viết bài tựa cho sách Vạn Kiếp tông bí truyền thư cho thấy hai bên không còn tư thù, nên có khả năng cuộc hôn nhân này đã không diễn ra. Tư liệu dân gian thì cho rằng Hưng Vũ vương và Thiên Thụy kết hôn vào năm 1282, năm mà Nhân Huệ vương được phục tước.
Tháng 12 (âl) năm Giáp Thân (1284), quân Nguyên xâm lược Đại Việt. Quân đội nhà Trần thất thế, phải liên tục rút chạy. Hưng Vũ vương Trần Quốc Nghiễn, Minh Hiến vương Trần Uất, Hưng Nhượng vương Trần Quốc Tảng, Hưng Trí vương Trần Quốc Hiện đốc suất 20 vạn quân các xứ Bàng Hà, Na Sầm, Trà Hương, Yên Sinh, Long Nhãn đến hội quân ở Vạn Kiếp, nghe theo quyền điều khiển của Hưng Đạo vương Trần Quốc Tuấn. Tháng 5 (âl) năm Ất Dậu (1285), khi quân Nguyên thua chạy, Hưng Vũ vương dẫn quân truy kích đến tận Tư Minh, bắn chết Tỳ tướng Lý Quán.
Đến cuộc chiến năm 1288, Trần Quốc Nghiễn cùng với cha và các tướng lĩnh nhà Trần tiếp tục lập được nhiều công lao. Theo tư liệu dân gian, ông có góp mặt trong trận đánh trên sông Bạch Đằng. Tháng 4 (âl) năm Kỷ Sửu (1289), triều đình định công đánh giặc, tiến phong Hưng Đạo Vương làm Đại vương, Hưng Vũ vương làm Khai quốc công, Hưng Nhượng vương làm Tiết độ sứ.
Theo tư liệu dân gian, Hưng Vũ vương về vùng đất Chung Mỹ, huyện Thủy Đường, châu Đông Triều, phủ Tân Hưng (nay là xã Trung Hà, huyện Thủy Nguyên, thành phố Hải Phòng) để chiêu dân lập ấp. Ông mất ngày 24 tháng 4 âm lịch, không rõ năm nào.

## Đánh giá
- "Ông là vị tướng tài giỏi, văn võ song toàn; một người con tận hiếu, bề tôi tận trung."[10]

## Thờ phụng
Để ghi nhớ công lao dẹp giặc tại vùng Đông Bắc Tổ quốc, nhân dân đã lập một ngôi đền nhỏ dựng bên núi Bài Thơ, tên là đền Đức Ông, thuộc Cụm di tích núi Bài Thơ, phường Hồng Gai, thành phố Hạ Long. Đền được xây vào khoảng cuối thế kỷ 13 và được công nhận là Di tích Lịch sử cấp Quốc gia vào năm 1993.
Sau chiến thắng Bạch Đằng, Trần Quốc Nghiễn chiêu mộ dân khai hoang, lập làng ở vùng bắc sông Cấm, một trong những trang ấp là Làng Nam Triệu. Sau khi ông mất dân chúng trong vùng lập đền thờ, như làng Chung Mỹ (xã Trung Hà), làng Nam Triệu phong ông là Thần hoàng làng,...Sau cơn bão Tân Tỵ (1821), đền Nam Triệu bị đổ và được phục dựng năm 1855. Theo " Khai sáng đồng điền bi ký", niên hiệu Tự Đức thứ 8 (1855) ghi việc xã An Lư (Thủy Nguyên) tổ chức dân làng chia làm lục phiên, để khắc phụ hậu quả bão lụt, đắp đê ngăn mặn, phục dựng ngôi miếu 3 gian thờ thành hoàng của làng Nam Triệu ở khu vực đường Đầu Cầu. Năm 1958, miếu xuống cấp và bị tháo dỡ. Năm 1993, một số gia đình tín tâm phục dựng miếu với diện tích nhỏ. Tháng 10/2015, Đền được nâng cấp khang trang và được Thành phố Hải Phòng xếp hạng di tích Đền Nam Triệu cấp thành phố năm 2017.
Tên ông cũng được đặt cho một con đường bao biển ở thành phố Hạ Long, tỉnh Quảng Ninh.